# توبي جيلمور
توبي جيلمور (بالإنجليزية: Toby Gilmore)‏ هو جندي أمريكي، ولد في عقد 1745، وتوفي في 19 أبريل 1812.